# سالیدا (کالیفرنیا)
سالیدا (به انگلیسی: Salida) یک منطقهٔ مسکونی در ایالات متحده آمریکا است که در شهرستان استانیسلاس، کالیفرنیا واقع شده‌است. سالیدا ۱۴٫۴۳۰ کیلومتر مربع مساحت و ۱۳٬۷۲۲ نفر جمعیت دارد و ۲۱ متر بالاتر از سطح دریا واقع شده‌است.